# Louis Marsais
Pour les articles homonymes, voir Marsais (homonymie).
Louis Marsais est un homme politique français né le 19 août 1883 à Saintes (Charente-Inférieure) et décédé le 23 février 1973 à Bois-Guillaume (Seine-Maritime).
Adjoint au maire de Pantin, conseiller général de la Seine, il est député de la Seine de 1928 à 1936, inscrit au groupe SFIO. Après la guerre, il milite au RPF.

## Sources
- « Louis Marsais », dans le Dictionnaire des parlementaires français (1889-1940), sous la direction de Jean Jolly, PUF, 1960 [détail de l’édition]